# Луј Арагон
Луј Арагон (фр. Louis Aragon; Париз, 3. октобар 1897 — Париз, 24. децембар 1982) је био француски историчар, писац и песник, члан академије наука.
Арагон се родио и умро у Паризу.
Био је присталица дадаизма од 1919. до 1924, постао оснивач покрета надреализма 1924. заједно са Андре Бретоном и Филипе Супоом. Арагон се придружио Комунистичкој партији Француске заједно са још неколико надреалиста. Остао је њен члан до краја живота, притом написавши неколико политичких поема укључујући и једну посвећену Маурису Торезу, али био је јако велики критичар Совјетског Савеза, нарочито током педесетих година двадесетог века.
Са Анре Бретоном је основао надреалистички часопис Књижевност 1919. године.
1939. се оженио Елзом Триолет (рођена 1896), снахом руског песника Владимира Мајаковског.
Током немачке окупације у Француској током Другог светског рата писао је за тајни лист Les Éditions de Minuit.
Важнија Арагонова поема је „Црвени постер“, у којој је почастио странце који су погинули ослобађајући Француску. То је учинио одговарајући нацистичкој пропагандној кампањи званој Црвени постер, која је требало да убеди француски народ и јавност да је покрет отпора фашизму у Француској био састављен од странаца, углавном Јевреја, који су служили интересима Британије и Советског Савеза. 
Након смрти своје жене 16. јуна, 1970, Арагон је открио своју бисексуалност и појављивао се на геј парадама поноса у ружичастим колима.